# Merismodes fasciculata
Merismodes fasciculata är en svampart som först beskrevs av Ludwig David von Schweinitz, och fick sitt nu gällande namn av Donk 1951. Merismodes fasciculata ingår i släktet Merismodes och familjen Niaceae.   Inga underarter finns listade i Catalogue of Life.
I den svenska databasen Dyntaxa används istället namnet Merismodes confusa för samma taxon.  Arten har ej påträffats i Sverige.

## Källor

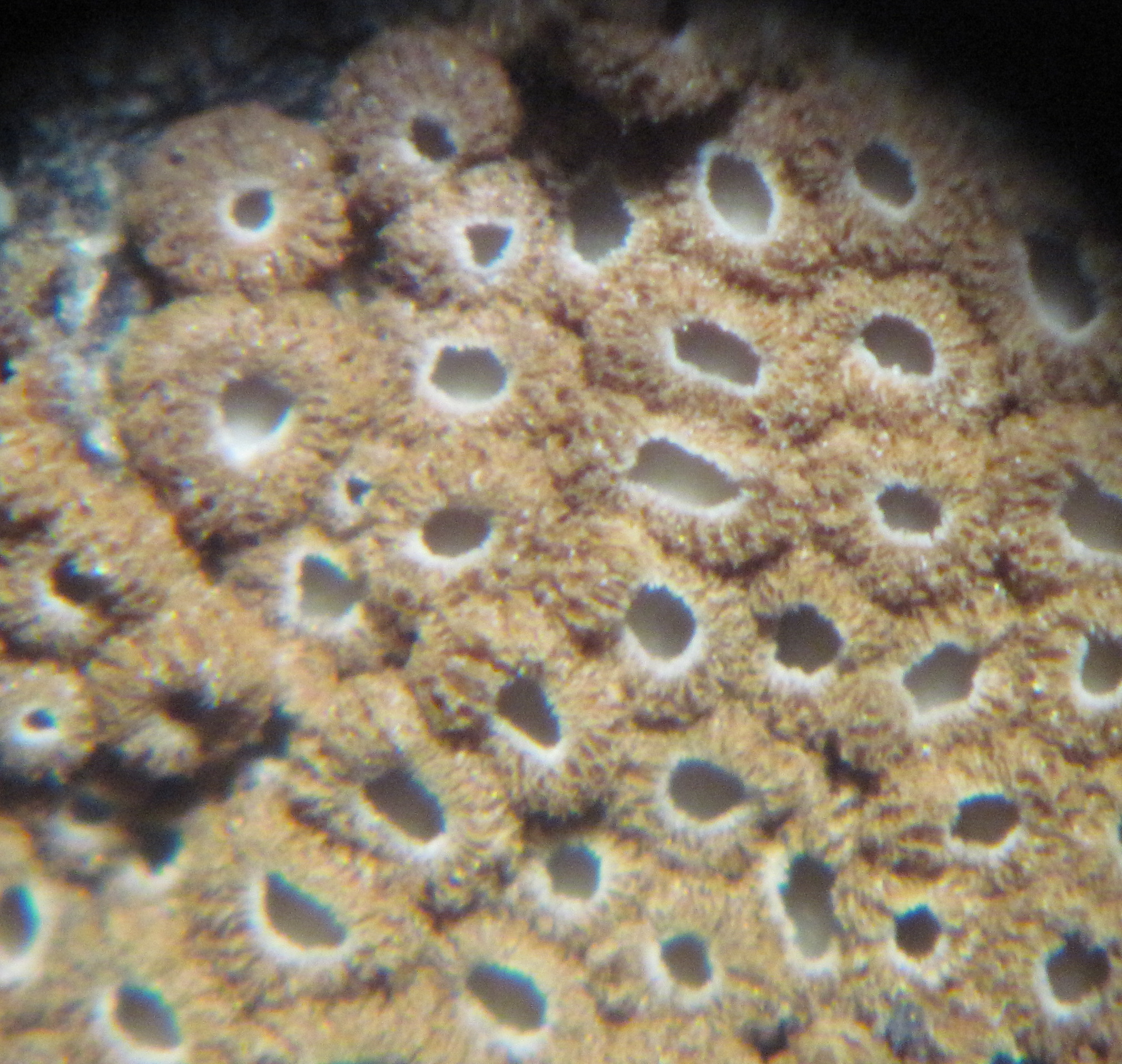